# Ron Blackney
Ronald Leslie „Ron“ Blackney (* 23. April 1933; † 14. Juni 2008) war ein australischer Hindernisläufer.
Bei den Olympischen Spielen 1956 in Melbourne schied Ron Blackney im Vorlauf aus, und bei den British Empire and Commonwealth Games 1962 in Perth gewann er Bronze.
1963 wurde er Australischer Meister. Seine persönliche Bestzeit von 8:49,8 min stellte er am 4. März 1964 in Melbourne auf.